# Sieben auf einen Streich (1989)
Sieben auf einen Streich ist ein Märchenfilm von Dušan Trančik aus dem Jahr 1989. Der tschechoslowakische Titel lautet Sedem jednou ranou, ein Alternativtitel ist Das tapfere Schneiderlein.

## Handlung
Die Prinzessin von Arkonia, Helena, ist mit Dichter Krispín heimlich auf einem Ball im verfeindeten Nachbarstaat. Dort reißt während des Tanzes Krispíns Hose und der jungen Franziska wird aufgetragen, die Hose beim besten Schneider der Stadt reparieren zu lassen. Franziska bringt die Hose jedoch nicht zu Moritz’ Modesalon, sondern zu ihrem Bruder Simon, der ebenfalls als Schneider tätig ist. Simon kürzt ein Hosenbein und macht Krispín zum Gespött, auch wenn die Kritik auf den Schneider Moritz zurückfällt. Am nächsten Morgen kauft Simon bei einer alten Marktfrau etwas Pflaumenmus und lässt sich ein Brot schmecken. Auf dem Mus lassen sich sieben Fliegen nieder, die der Schneider erschlägt. Er näht sich einen Gürtel, in den er sieben Nieten in Form von Kreuzen einschlägt, und zieht in die Welt hinaus.
Er kommt zum Riesenberg, wo er auf zwei Riesen trifft. Der eine zerdrückt einen Stein und Simon macht es mit einem Käse nach, wobei aus diesem sogar Wasser tropft. Einen in den nahen See geworfenen Stein pariert Simon, indem er seinerseits einen Vogel in die Luft wirft. Anschließend tut er sich am Gegrillten der Riesen gütlich und legt sich schlafen, flieht jedoch, als die Riesen auf das Bett einzuschlagen beginnen. Simon kommt nach Arkonia, wo die Bürger nicht nur hohe Steuern für die Riesen zahlen, sondern ihnen auch riesige Kleider schneidern und ebenso große Nahrungsmittel zubereiten. Ein Gasthaus besteht aus sehr großen Möbelstücken, auf denen die Riesen Platz nehmen sollen. Simon erklärt, dass die Riesen so groß gar nicht seien und die Bürger der Stadt beginnen zu rebellieren. Der Aufstand wird von Ritter Wilhelm und dem Richter im Keim erstickt und die Rebellen werden festgenommen. Ihnen droht der Tod am Galgen, doch werden sie vom milden König Rudolf dem Hellsichtigen begnadigt. Der ist froh, dass er seine Tochter wiedergefunden hat, die grollend in einer von den Riesen zerstörten Burg Unterschlupf gesucht hat.
Der König ist wie der Rest des Hofstaats in Schwermut versunken und leidet auch darunter, dass seine Tochter keine rechte Freude am Leben hat. Die Riesen, aber auch ein wilder Eber und ein in den Kellern des Schlosses hausendes Einhorn sorgen bei den Arkoniern für Angst und Schrecken. Der König bietet dem, der die drei Schrecken beseitigen kann, die Hälfte des Königreichs. Simon stellt sich der Herausforderung, auch wenn er dabei die Fallen von Wilhelm und dem Richter umgehen muss. Er kann den Eber zähmen und das Einhorn fangen, wird jedoch von Ritter Wilhelm gestellt und den Riesenberg hinuntergestoßen. Er versinkt im Riesensee und gilt als tot, wird jedoch von der Musverkäuferin gepflegt. Am Hof buhlen der Ritter und der Richter um die Hand der Prinzessin, doch gelingt es am Ende dem Ritter Wilhelm, Helena zu entführen. Er fährt zu den Riesen, um die dort gehorteten Steuern in einer Truhe abzuholen. Auch Simon ist zu den Riesen gegangen, will er sie doch dazu bringen, mit ihm ins Dorf zu kommen, damit die Menschen ihre Größe sehen und ihre Furcht verlieren. Am Ende erscheint auch der Richter bei den Riesen und er und der Ritter kämpfen um die Steuertruhe. Beide stürzen zu Tode. Simon kehrt mit der Prinzessin, den beiden Riesen und der Steuertruhe in die Stadt zurück und wird begeistert empfangen. Die Bürger erkennen, dass ihre gefertigten Waren für die recht kleinen Riesen tatsächlich viel zu groß sind, Simon also Recht hatte. Nach einer kurzen Irritation, glaubt die Prinzessin doch, dass Franziska Simons Geliebte sei, kommt es zum glücklichen Ende zwischen Simon und Helena. Weil dem König ein Oberteil zerreißt, ist es zudem recht praktisch, dass sich Simon als Schneider entpuppt.

## Produktion
Sieben auf einen Streich beruht auf dem Märchen Das tapfere Schneiderlein der Gebrüder Grimm. Die Kostüme schuf Ludmila Demovičová, die Filmbauten stammen von Bohuslav Pokorný. Der Film erlebte am 26. Dezember 1989 im ZDF seine Premiere und lief am 21. September 1991 auch in den deutschen Kinos an. Das Schloss steht in Český Krumlov.

## Kritik
Der film-dienst nannte Sieben auf einen Streich eine „biedere Verfilmung […] in althergebrachter Ausstattung; ohne Witz und Pfiff, aber für kleinere Kinder gut verständlich und hinlänglich vergnüglich.“